# 多疣原指树蛙
多疣原指树蛙（学名：Kurixalus verrucosus）一种分布于老挝、泰国、缅甸、越南等地区的两栖动物，隶属于树蛙科原指树蛙属。
2010年，中国研究人员利用线粒体基因序列并结合形态学证据探讨了锯腿原指树蛙（Kurixalus odontotarsus group）种组和小树蛙属（Philautus）的分类及进化，认为锯腿原指树蛙西藏居群应并入多疣原指树蛙。但是2017年研究人员基于分子研究结果，认为西藏分布的多疣原指树蛙上应为吻原指树蛙（Kurixalus naso）。

## 形态特征
多疣原指树蛙体背粗糙，具较多疣粒；两眼间具深灰色横纹；四肢背面具深灰色横纹；腹部皮肤粗糙，泄殖孔附近有较大白色疣粒。喉胸部白色，有深色云斑；腹部色深，亦有云斑，大腿内侧肉红色。

## 保护
本种于2023年被收录入《有重要生态、科学、社会价值的陆生野生动物名录》。